# Eliza Bridell Fox

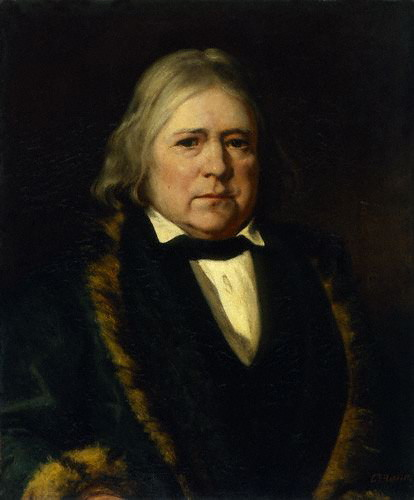
Retrato de su padre, William Johnson Fox en 1862.

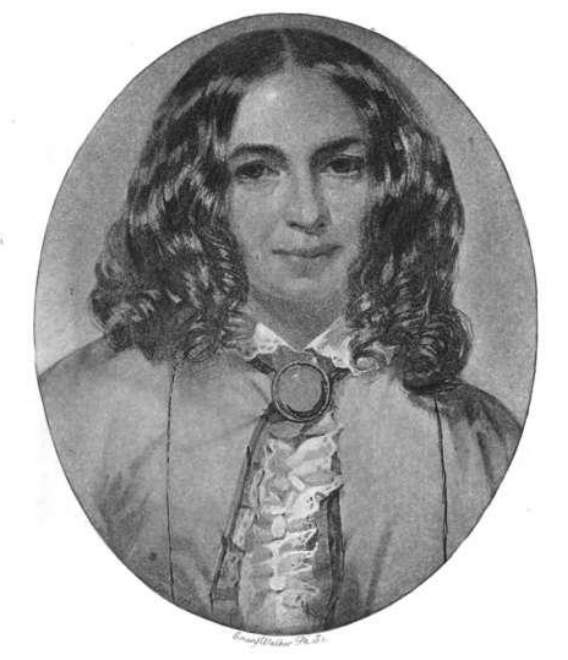
Retrato de Elizabeth Barrett Browning, pintado en 1859 en Roma

Eliza Bridell Fox, de soltera Eliza Florance Fox (1824 - 1903), fue una pintora y profesora británica. 

## Biografía
Nació en Hackney y fue hija de William Johnson Fox, un predicador y político que fue ministro unitario de la South Place Chapel. Su padre fue amigo del periodista radical Benjamin Flower. Tras la muerte de Flower en 1829, sus dos hijas, Eliza Flower y Sarah Fuller Flower Adams, pasaron a estar bajo la tutela de William Johnson Fox. El señor y la señora Fox se separaron en la década de 1830, y parece ser que su padre la llevó a ella y a sus hermanos a convivir en el hogar que creó con Eliza Flower, un hecho que causó un gran escándalo. Esta unidad familiar no convencional vivió primero en Stamford Hill y más adelante en Bayswater.
Su padre creía en la educación de las mujeres, pero pensaba que el arte del dibujo era innecesario, lo que llevó a su hija a estudiarlo como autodidacta. Eliza Fox se convirtió en una copista y estudió primero la Anatomía de Bernhard Siegfried Albinus, que su padre le compró. Luego, copió pinturas en The National Gallery y el Museo Británico. Alentada por artistas, convenció finalmente a su padre para que le dejara estudiar durante tres años en la Escuela Sass, bajo la dirección de Francis Stephen Cary. En 1847, se graduó y su retrato en colores pastel de su padre se expuso en 1847 en la Royal Academy of Arts. Al año siguiente, exhibió un retrato histórico de Gainsborough cuando era niño dibujando la naturaleza.
Posteriormente comenzó a organizar tardes de dibujo en casa, en la biblioteca de su padre, donde ella y otras artistas mujeres dibujaban a partir de modelos "sin ropa" (es decir, desnudos). Después de unos años, comenzó a enseñar con el propósito de preparar a mujeres para su admisión en las escuelas de la Royal Academy of Arts, y una de sus estudiantes, Laura Herford, lo consiguió con un dibujo que solo incluía sus iniciales. Herford fue la primera mujer admitida en la Escuela de Antigüedades. En 1858, Fox fue a Roma, donde se casó con Frederick Lee Bridell al año siguiente. Permaneció en Italia, pintando junto a su esposo y acompañándole en sus viajes hasta que él murió en 1862. En este período fue conocida por los retratos de amigos que le visitaban y sus acompañantes. Posteriormente hizo un largo viaje a Argel, donde continuó haciendo retratos de visitantes. En 1871, se volvió a casar por segunda vez con su primo George Edward Fox, y recuperó su apellido de soltera.